# Nicole Krauss
Pour les articles homonymes, voir Krauss.
Nicole Krauss est une romancière américaine née le 18 août 1974 à New York.

## Biographie
Son père, Juif américain (d'origine hongroise et biélorusse), ingénieur et chirurgien orthopédiste, et sa mère, Juive britannique (d'origine allemande et ukrainienne), se rencontrent en Israël avant d'émigrer à New York.
Nicole Krauss grandit à Long Island. Elle est diplômée de Stanford, d'Oxford (Somerville College) et enfin de l'Institut Courtauld de Londres où elle étudie la poésie. 
Elle est finaliste du prix du poète le plus jeune de Yale. Sa poésie paraît dans des revues telles que Les Socs, et le Doubletake à Paris[réf. nécessaire]. Après avoir soutenu une thèse sur le sculpteur Joseph Cornell, elle arrête d'écrire de la poésie. 
Elle publie en 2002 son premier roman, Man Walks into a Room, puis, en 2005, The History of Love, publié en 2006 en France sous le titre L'Histoire de l'amour, récompensé par le prix du Meilleur livre étranger, en 2006.
Par son mariage en 2004 avec le romancier Jonathan Safran Foer (jusqu'à leur divorce en 2014), ils forment pour dix ans « le couple star des lettres new-yorkaises ». Le couple a deux enfants.
Une adaptation cinématographique du livre L'Histoire de l'amour, réalisée par Radu Mihaileanu, sort dans les salles en novembre 2016.
Son roman Forêt obscure est sélectionné pour le Prix Femina étranger 2018.

## Œuvres littéraires

### Romans
- (en) Man walks into a room, 2002 : voir Man Walks Into a Room (en)
- L'Histoire de l'amour, Gallimard, coll. « Du monde entier », 2006 ((en) The History of Love, 2005), trad. Bernard Hœpffner et Catherine Goffaux, 356 p.  (ISBN 978-2070773084)[3] : voir L'Histoire de l'amour
- La Grande Maison, L'Olivier, 2011 ((en) Great House, 2010), trad. Paule Guivarch, 333 p.  (ISBN 978-2879297521)
- Forêt Obscure, L'Olivier, 2018 ((en) Forest Dark, HarperCollins, 2017), trad. Paule Guivarch  (ISBN 978-2823609233)[4],[5],[6],[7]

### Nouvelles
- Future emergencies (2002)
- The last words on Earth (2004)
- My painter (2007)
- From the desk of Daniel Varsky (2007)
- The young painters (2010)
- An arrangement of light (2012)
- Zusya on the roof (2013)
- I Am Asleep but My Heart Is Awake (2013)
- Seeing Ershadi (2018)
- Être un homme (2021) traduit en français par Paule Guivarch, éditions de l'Olivier,  (ISBN 9782823609196), (en) To Be a Man: Stories, HarperCollins (USA) et Bloomsbury Publishing (UK) (2020). Regroupe les nouvelles : En Suisse, Zoucha sur le toit, Je dors mais mon cœur veille, La fin des temps, Voir Ershadi, Urgences futures, Amour, Au jardin, Le mari, Être un homme, (en) Switzerland, Zusya on the roof, I Am Asleep but My Heart Is Awake, End Days, Seeing Ershadi, Future emergencies, Amour, An arrangement of light, The Husband, To Be a Man).

### Adaptation cinématographique
- 2016 : L'Histoire de l'amour de Radu Mihaileanu